# Мина Харма
Мина Харма (рођена Мина Херман; 9. фебруар 1864 — 16. новембар 1941) је била естонска композиторка. Била је други естонски музичар са високим образовањем.
Њен највећи допринос је можда чињеница да је оргуљску музику понијела на село, јер готово ниједан вијешт оргуљаш није одржао концерте ван градова.
Током своје 60-годишње стваралачке каријере, написала је више од 200 хорских пјесама, 10 каватина, пјесму, „Калев и Линда” и још много тога. Компоновала је углавном вокалну музику.

## Биографија
Харма је рођена као Мина Херман 1864. године у Корвекула, Ливонија, Руско царство, у породици локалног учитеља и његове жене. У породици је било седморо дјеце. Оба њена родитеља су била музичко образована.
Харма је почела сама да учи музику помоћу малих оргуља које јој је купио отац. Када је имала 15 година, Херма је почела да учи код К. А. Херманна, који јој је давао часове из музичке композиције и клавира. Године 1883. Харма је ушла на Конзерваторијум у Санкт Петербургу као једини студент оргуља те године. Дипломирала је 1890. године, али је наставила да живи у Санкт Петербургу јер је било веома тешко наћи посао у балтичким губернијама. Године 1894. одржан је пети Фестивал естонске пјесме, који је довео до формирања Харминог хора.
Године 1903., пошто су је финансијски проблеми преплавили, Харма се преселила у Кронштат, губернијат Санкт Петербург. Морала је да напусти град 1915. године због почетка Првог свјетског рата, јер у њему није било дозвољено да бораве цивили.
Упркос чињеници да се музика у Тартуу брзо развијала, и даље је било тешко наћи посао професора музике, јер због рата готово да није било ученика. Године 1917. Харма је постала професор музике у школи која је сада Гимназија Мина Харма.
Харма је умрла 16. новембра 1941. у Тартуу. Сахрањена је на гробљу Ради.

## Стварање
Током свог 60-годишњег стваралачког периода Мина Харма је написала више од 200 хорских пјесама и 10 каватина. Велики дио њеног стваралаштва чине вокална дјела, створила је неколико инструменталних дјела. Неколико песама Мине Харме постале су саставни дио естонског хорског пјевања и генерацијама су биле на врху популарности различитих типова хорова: „Meeste laul” за мушке хорове, „Tuljak” за мјешовите хорове, „Ei saa mitte vaiki olla" за женске хорове, „Ööbiku surm“ за дјечије хорове. Написала је песму „Murueide tütar“ (1902) и кантату „Kalev ja Linda“ (1895)..

### Хорске пјесме
- "Ei saa mitte vaiki olla" (1896)[4]
- "Enne ja nüüd"
- "Meeste laul" (1900)[5][6][7]
- "Nooruse unenägu" (1922)[4]
- "Kojuigatsus" (1922)[4]
- "Kui sa tuled, too mull' lilli" (1892)[4]
- "Pühendan kõik kallile"
- "Ta lendab mesipuu poole" (1922)[4]
- "Ööbiku surm" (1892)[4]

### Обраде народних пјесама
- "Tuljak" (1898)[4]
- "Lauliku lapsepõli" (1898)[4]
- "Tule koju" (1898)[4]
- "Ehi, veli, opi veli"

## Признања
- 1930 - Коткаристова медаља 3. класе
- 1935 – 2. степен Меморијала Црвеног крста Естоније
- 1938 – Естонски Црвени крст 2. класе
- 1939. је проглашена годином музике која носи име по Харми.
- Она је 9. фебруара 1939. године била прва жена која је именована за почасног доктора Универзитета у Тарту.[8]
- Почасни професор Талинског конзерваторијума од 1939
- Била је почасни члан Естонског друштва студенткиња.

## Наслијеђе
Године 1942. отворена је спомен плоча на посљедњем мјесту становања Мине Харме, Баери 1, у Тартуу. Године 1942. створен је фонд за стипендије Мина Харма за студенте Талинског конзерваторијума. У Парнуу је око 1943. године по њој назван трг.
У годинама 1964–1994, 2. средња школа у Тартуу по имену Мине Харма носила је њено име. Од 1994. године школа носи назив Гимназија Мина Харма. Испред гимназије јој је подигнут споменик 1984. године.
Одјељењски музеј Мина Харма ради у основној школи Корвекула.
Од 1949. до 1993. године, колективна фарма по имену Мине Харма носила је њено име. Године 1979. улица у Ласнамаеу у Талину добила је њено име.
Градска управа Тартуа је 2014. године објавила велику јубиларну књигу „Мина Харма 150: прије и сада“, а Банка Естоније је издала пригодни новчић поводом 150. годишњице рођења Мине Харме. Поводом 150. рођендана Мине Харме, у Основној школи Корвекула отворена је скулптура „Хор“.